# Mesochorus doleri
Mesochorus doleri là một loài tò vò trong họ Ichneumonidae.